# Stephen Davies (Hockeyspieler)
Stephen John Davies (* 2. Januar 1969 in Parkes, New South Wales) ist ein ehemaliger australischer Hockeyspieler, der mit der Australischen Hockeynationalmannschaft 1992 Olympiazweiter sowie 1996 und 2000 Olympiadritter war. Bei Weltmeisterschaften war er Dritter 1990 und 1994, 1998 siegte er mit der australischen Mannschaft bei den Commonwealth Games.

## Sportliche Karriere
Stephen Davies trat in 274 Länderspielen für Australien an und erzielte 140 Tore.
Stephen Davies gehörte zum australischen Kader bei der Weltmeisterschaft 1990. Er wirkte in allen fünf Gruppenspielen mit und erzielte zwei Tore gegen Frankreich. Bei der Halbfinalniederlage gegen Pakistan und dem Sieg gegen die Deutschen im Spiel um die Bronzemedaille wurde Davies nicht eingesetzt. Bei den Olympischen Spielen 1992 in Barcelona siegten die Australier in vier Spielen der Vorrunde und spielten gegen die Deutschen unentschieden. Nach ihrem Halbfinalsieg über die britische Olympiaauswahl trafen die Australier im Finale wieder auf die deutsche Mannschaft und unterlagen mit 1:2. Stephen Davies erzielte im Turnierverlauf fünf Tore und war zusammen mit Jay Stacy erfolgreichster Torschütze der Australier.
Sydney war Austragungsort der Weltmeisterschaft 1994. Die Australier belegten in der Vorrunde den zweiten Platz hinter Pakistan. Nach einer 1:3-Niederlage im Halbfinale gegen die Niederländer besiegten die Australier im Spiel um Bronze die deutsche Mannschaft mit 5:2. Davies erzielte eines seiner beiden Tore im Spiel gegen die Deutschen. Zwei Jahre später bei den Olympischen Spielen 1996 in Atlanta qualifizierten sich die Australier trotz einer Vorrundenniederlage gegen die Niederländer für das Halbfinale. Nach der Halbfinalniederlage gegen die Spanier trafen die Australier im Spiel um Bronze auf die Deutschen und gewannen mit 3:2.
1998 bei der Weltmeisterschaft in Utrecht gewannen die Australier ihre Vorrundengruppe, unterlagen aber im Halbfinale den Niederländern mit 2:6. Wieder einmal trafen die Australier im Spiel um den dritten Platz auf die deutsche Mannschaft, diesmal siegten die Deutschen mit 1:0. Einige Monate später fanden in Kuala Lumpur die Commonwealth Games statt, im Finale siegten die Australier mit 4:0 gegen die Auswahl Malaysias. Zum Abschluss seiner Karriere nahm Davies 2000 in Sydney zum dritten Mal an Olympischen Spielen teil. Die Australier gewannen ihre Vorrundengruppe mit drei Siegen und zwei Unentschieden. Im Halbfinale gegen die Niederländer stand es am Ende 0:0 und durch Siebenmeterschießen erreichten die Niederländer das Finale. Die Australier siegten im Kampf um Bronze gegen die pakistanische Mannschaft mit 6:3.
2016 wurde Stephen Davies in die Hall of Fame des australischen Hockeyverbands aufgenommen. Er ist mit der Schwester von Rechelle Hawkes verheiratet.